# Operazione Hornung
L'operazione Hornung fu un'operazione nazista avviata nel febbraio 1943 contro la resistenza bielorussa. Fu condotta nell'area di Hancavičy - Morač (distretto di Salihorsk) - Lenin (distretto di Žytkavičy) - Luninec, ampia circa 4 000 chilometri quadrati, a sud-ovest di Sluck lungo il confine meridionale del Reichskommissariat Ostland. Questa operazione fu parte di una sequenza più ampia di provvedimenti che, insieme alle Erntefest I e Erntefest II, si svolsero a gennaio più a nord-est, nell'area di Sluck-Asipovičy causando oltre 12 000 vittime.

## Contesto dell'operazione
Lo scopo dell'operazione, condotta da Curt von Gottberg, fu quello di impedire l'avanzata da est dei partigiani della Polesia nel Reichskommissariat Ostland e nel Reichskommissariat Ukraine e prevenire gli eventuali sabotaggi lungo il fiume Pryp"jat' sulla linea ferroviaria Brest - Homel': il dominio di quest'area fu di fondamentale importanza.
Secondo i rapporti di ricognizione del comandante di Sicherheitspolizei e Sicherheitsdienst di Minsk, un'attenta stima rilevava una popolazione di 10 000 persone e un numero imprecisato di "banditi", per un totale di circa 34 000 uomini: si presume che esistesse una vera e propria struttura di comando sovietica con uffici, centri di reclutamento e addestramento militare dei giovani, oltre ai campi sportivi e scuole.
Alla popolazione della zona fu attribuita fin dall'inizio una responsabilità collettiva e ne fu pianificato lo sterminio. "Data la situazione attuale c'è da aspettarsi che in tutti i villaggi della suddetta zona abbiano trovato riparo i banditi", fu la giustificazione del battaglione Dirlewanger. Due membri di una compagnia di propaganda inviati come osservatori chiarirono il concetto: "per impedire alle bande di prendere piede ancora una volta in quest'area, era stato emesso l'ordine di trasformare la zona in una terra di nessuno".

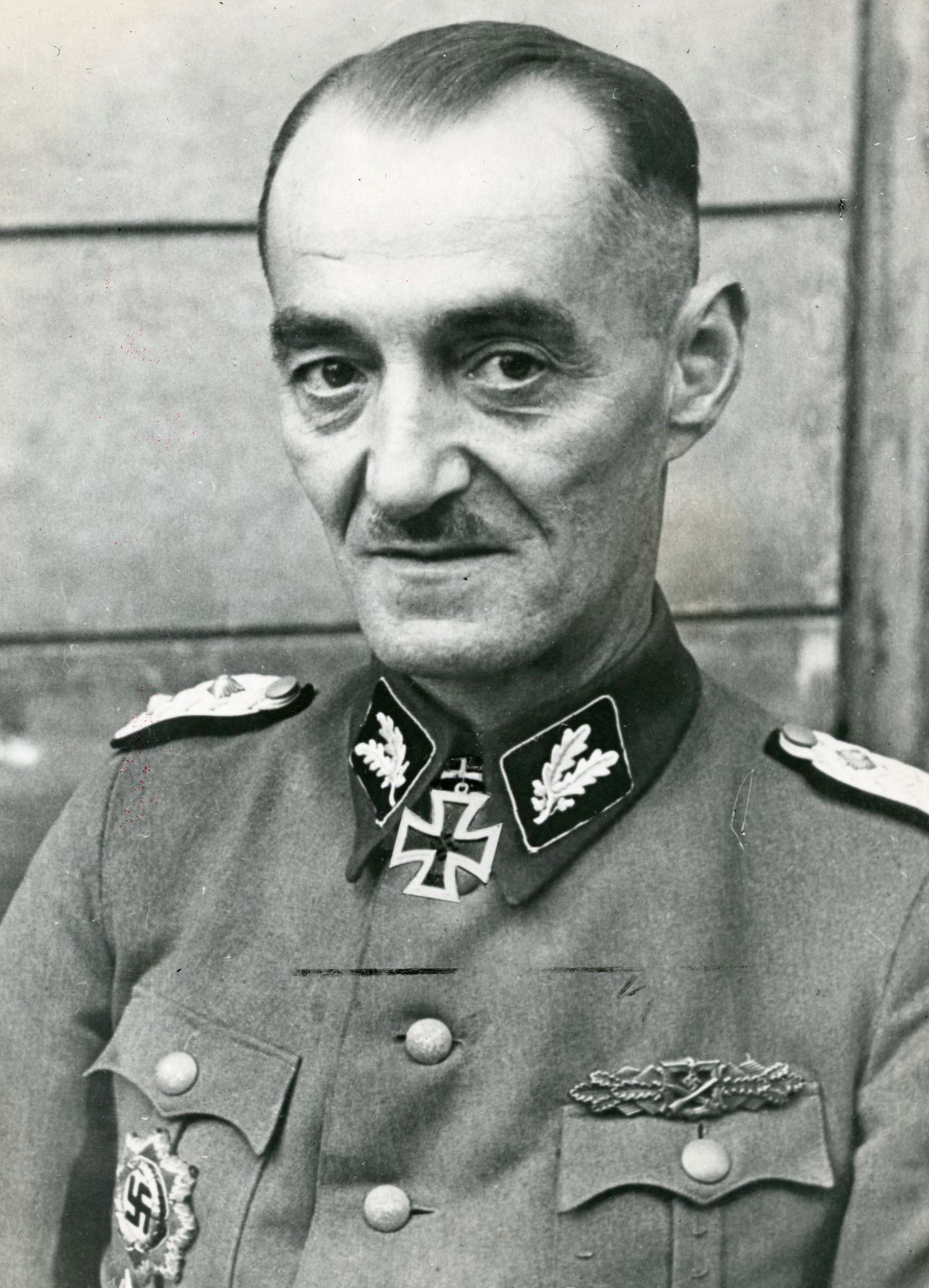
Oskar Dirlewanger nel 1944.

## L'operazione
Il preambolo dell'operazione Hornung fu la distruzione del ghetto di Sluck l'8 febbraio 1943 per mano delle unità della polizia di sicurezza e del Sicherheitsdienst di Minsk con l'aiuto di diverse altre unità di polizia. Furono uccise più di 3 000 persone. Nella settimana successiva l'area dell'operazione fu attraversata da 13 battaglioni e numerose unità minori delle forze impiegate, divise in cinque gruppi di combattimento.
La popolazione, che doveva essere trucidata al termine dell'operazione, fu tranquillizzata assicurando che l'obiettivo sarebbero stati solo i veri partigiani. Ma non si verificò quasi nessun combattimento. Tra il 14 e 15 febbraio si cambiò tattica, come stabilito prima dell'operazione, dando il via alla fase finale e più lunga. Oskar Dirlewanger, ferito in battaglia, fu sostituito da Franz Magill, vice comandante del battaglione Dirlewanger, che emanò il seguente ordine:
Il 23. SS-Polizei Regiment inviò il seguente messaggio radio:
L'ordine non fu emesso dal maggiore della Schutzpolizei Siegfried Binz, ma a un livello superiore. Inizialmente ci fu una raccolta totale di prodotti agricoli per la fase finale, che non prometteva niente di buono alla popolazione. Questa tattica fu adottata da tutti i gruppi di combattimento attivi nell'area operativa. Secondo le sue stesse dichiarazioni, fu Erich von dem Bach-Zelewski a dare personalmente l'ordine il 15 febbraio.
Fino ad allora, a parte gli ebrei di Sluck, erano state uccise 2 483 persone. Questa fu anche una delle prime operazioni a cui prese parte il battaglione Dirlewanger da quando Bach-Zelewski lo mise a disposizione di von Gottberg. Il suo vice comandante Magill, a capo delle SS per i compiti speciali presso lo stato maggiore di Bach-Zelewski, fu appositamente distaccato presso von Gottberg. Magill ebbe così la possibilità di continuare in questa regione ciò che aveva iniziato con il SS-Kavallerie-Regiment 2 nel 1941. Le altre unità che parteciparono all'operazione Hornung furono un distaccamento dell'Einsatzgruppe B con la collaborazione del battaglione Rodionov, a sua volta proveniente dalle retrovie del Heeresgruppe Mitte e tristemente noto per la sua brutalità. Il comandante della Wehrmacht nella Rutenia Bianca Bronislaw Pawel dichiarò che a guidare direttamente l'operazione fu von Gottberg, ma che la direzione generale spettò a Bach-Zelewski.

## Sterminio
Esistono diverse fonti e resoconti della successiva campagna di sterminio. Due propagandisti della Wehrmacht riferirono del tentativo di fare di quest'area terra bruciata massacrando la popolazione dei villaggi e delle fattorie fino all'ultimo bambino. Tutte le case furono date al fuoco, le scorte di bestiame e cibo requisite. Accennarono al panico che si diffuse anche tra i poliziotti ausiliari bielorussi, che ne parlarono mesi dopo:
[NdT: si tratta ovviamente della popolazione bielorussa; i tedeschi usavano definire "russo" qualsiasi sovietico].
La descrizione della crudeltà tedesca, come ad esempio stipare donne e bambini nelle case date alle fiamme, si diffuse rapidamente tra la popolazione civile. I sopravvissuti descrissero in modo commovente come si sentirono quando furono ricollocati all'interno della zona morta. Hanna Mihajlaŭna Hryincevič ricorda: "Nella mia paura mi sembrava che nessuno fosse rimasto al mondo, che tutti fossero stati uccisi". Questa azione si distinse per la distruzione di molti grandi villaggi da parte dei tedeschi, per un totale di 12 718 morti, tra cui i 3 300 ebrei di Sluck con la sola menzione di 65 prigionieri.
In effetti, nel febbraio 1943 le SS e la polizia deportarono dal territorio del Reichskommissariat Ostland solo 72 persone come forza lavoro. Tra il novembre 1942 e il marzo 1943 non più di 3 589 persone furono messe a disposizione della cosiddetta Commissione Sauckel nel corso di undici grandi operazioni, durante le quali furono assassinate almeno 33 378 persone.